# Neolucanus insulicola protogenetivus
Neolucanus insulicola protogenetivus es una subespecie de coleóptero de la familia Lucanidae.

## Distribución geográfica
Habita en Japón.